# بال هلالی

پیکربندی هلالیِ بال.

بال هلالی (انگلیسی: Crescent wing) یک نوع طراحی بال هواپیما است که در آن لبه جلویی بال به شکل یک هلال یا کمان منحنی به سمت عقب کشیده شده است. این طراحی باعث می‌شود که نوک بال در زاویه حمله کمتری نسبت به ریشه بال قرار گیرد، که می‌تواند به کاهش پسار و بهبود عملکرد آیرودینامیکی هواپیما در سرعت‌های بالا کمک کند. بال‌های هلال معمولاً در هواپیماهای نظامی و هواپیماهای مسافربری با سرعت بالا استفاده می‌شوند.
مزیت اصلی بال‌های هلال این است که می‌توانند پسا ناشی از امواج شوک را در سرعت‌های بالا کاهش دهند. این امواج شوک زمانی ایجاد می‌شوند که هواپیما به سرعت صوت نزدیک می‌شود و می‌توانند باعث افزایش قابل توجه پسار و کاهش کارایی هواپیما شوند. با کاهش زاویه حمله در نوک بال، بال‌های هلال می‌توانند تشکیل این امواج شوک را به تأخیر بیندازند و به هواپیما اجازه دهند تا با سرعت بیشتری پرواز کند.
با این حال، بال‌های هلال دارای معایبی نیز هستند. یکی از این معایب این است که می‌توانند باعث کاهش پایداری هواپیما در سرعت‌های پایین شوند، زیرا نوک بال در زاویه حمله کمتری قرار دارد و نیروی برآر کمتری تولید می‌کند. همچنین، این بال‌ها می‌توانند طراحی و ساخت پیچیده‌تری داشته باشند که می‌تواند هزینه تولید هواپیما را افزایش دهد.